# Персональная пенсия Президента Азербайджанской Республики
Персональная пенсия Президента Азербайджанской Республики — Персональная пенсия для людей, внесших большой вклад в развитие азербайджанского народа. Был учрежден указом Президента Азербайджанской Республики от 11 июня 2002 года с целью оценки заслуг деятелей литературы и искусства Азербайджана, людей, внесших большой вклад в науку, образование, культуру, экономику, государственное управление, других областях и повышение их социального статуса.

## Предостовление
Персональная пенсия назначается за счёт государственного бюджета по решению Президента Азербайджанской Республики.

## Стипендиаты
В соответствии с постановлением об учреждении стипендии определены 500 персональных стипендий в размере 1500 манатов каждая.
По официальной статистике на начало 2014 года персональной стипендией Президента удостоены 434 человека.

## Интересные факты
Писатель Акрам Айлисли, который был одним из первых 149 человек, удостоенных персональной стипендии Указом Президента Азербайджанской Республики от 11 июня 2002 года, был лишен этой стипендии указом Президента Азербайджанской Республики 7 февраля 2013 года.